# 阮玉永嘉
芳維公主阮玉永嘉（越南语：／；1821年—1850年1月11日），越南阮朝明命帝第十二女，生母貴人蓋氏禎。

## 生平
明命二年（1821年），阮玉永嘉在順化皇城出生。紹治五年（1845年），公主25歲，下嫁恩光子黎文德之子黎增茂。嗣德二年十一月二十九日（1850年1月11日），永嘉去世，享年二十九歲。嗣德帝追贈為芳維公主，諡淵艷。葬於承天府香茶縣安寧總竹林社。嗣德二十年（1867年），列祀展親後祠。咸宜元年（1885年）秋，合祀親勳祠。
芳維公主育有二子二女。